# Liga Mistrzów UEFA (2013/2014)
Liga Mistrzów UEFA 2013/2014 – 22. sezon Ligi Mistrzów UEFA (59. turniej ogólnie, wliczając Puchar Europy Mistrzów Klubowych).
Finał został rozegrany 24 maja 2014 na Estádio da Luz w Lizbonie, a zwycięzcą został Real Madryt po wygranej w dogrywce 4:1 nad Atlético Madryt.
Rozgrywki składały się z 3 części:
- fazy kwalifikacyjnej,
- fazy grupowej,
- fazy pucharowej.

## Podział miejsc w rozgrywkach
W edycji 2013/2014 Ligi Mistrzów wzięło udział 76 zespołów z 52 federacji piłkarskich zrzeszonych w UEFA (poza Liechtensteinem, gdzie nie były przeprowadzane krajowe rozgrywki ligowe – drużyny piłkarskie z tego kraju należą do szwajcarskiego systemu ligowego). Zespoły zostały przydzielone do danych rund fazy kwalifikacyjnej oraz fazy grupowej zgodnie z rankingiem współczynników ligowych UEFA 2012.
Prawo udziału w rozgrywkach można było uzyskać poprzez:
- zajęcie odpowiedniego miejsca w tabeli ligowej,
- zwycięstwo w edycji 2012/2013 Ligi Mistrzów UEFA (jeśli zdobywca tego trofeum nie uzyska miejsca w Lidze Mistrzów lub Lidze Europy UEFA 2013/2014 dzięki pozycji zajętej w rozgrywkach krajowych).

| Lp. | Federacja  | Współ. | Drużyny |
| --- | ---------- | ------ | ------- |
| 1   | Anglia     | 84.410 | 4       |
| 2   | Hiszpania  | 84.186 | 4       |
| 3   | Niemcy     | 75.186 | 4       |
| 4   | Włochy     | 59.981 | 3       |
| 5   | Portugalia | 55.346 | 3       |
| 6   | Francja    | 54.178 | 3       |
| 7   | Rosja      | 47.832 | 2       |
| 8   | Holandia   | 45.515 | 2       |
| 9   | Ukraina    | 45.133 | 2       |
| 10  | Grecja     | 37.100 | 2       |
| 11  | Turcja     | 34.050 | 2       |
| 12  | Belgia     | 32.400 | 2       |
| 13  | Dania      | 27.525 | 2       |
| 14  | Szwajcaria | 26.800 | 2       |
| 15  | Austria    | 26.325 | 2       |
| 16  | Cypr       | 25.499 | 1       |
| 17  | Izrael     | 22.000 | 1       |
| 18  | Szkocja    | 21.141 | 1       |

| Lp. | Federacja            | Współ. | Drużyny |
| --- | -------------------- | ------ | ------- |
| 19  | Czechy               | 20.350 | 1       |
| 20  | Polska               | 19.916 | 1       |
| 21  | Chorwacja            | 18.874 | 1       |
| 22  | Rumunia              | 18.824 | 1       |
| 23  | Białoruś             | 18.208 | 1       |
| 24  | Szwecja              | 15.900 | 1       |
| 25  | Słowacja             | 14.874 | 1       |
| 26  | Norwegia             | 14.675 | 1       |
| 27  | Serbia               | 14.250 | 1       |
| 28  | Bułgaria             | 14.250 | 1       |
| 29  | Węgry                | 9.750  | 1       |
| 30  | Finlandia            | 9.133  | 1       |
| 31  | Gruzja               | 8.666  | 1       |
| 32  | Bośnia i Hercegowina | 8.416  | 1       |
| 33  | Irlandia             | 7.375  | 1       |
| 34  | Słowenia             | 7.124  | 1       |
| 35  | Litwa                | 6.875  | 1       |
| 36  | Mołdawia             | 6.749  | 1       |

| Lp. | Federacja          | Współ. | Drużyny |
| --- | ------------------ | ------ | ------- |
| 37  | Azerbejdżan        | 6.207  | 1       |
| 38  | Łotwa              | 5.874  | 1       |
| 39  | Macedonia Północna | 5.666  | 1       |
| 40  | Kazachstan         | 5.333  | 1       |
| 41  | Islandia           | 5.332  | 1       |
| 42  | Czarnogóra         | 4.375  | 1       |
| 43  | Liechtenstein      | 4.000  | 0       |
| 44  | Albania            | 3.916  | 1       |
| 45  | Malta              | 3.083  | 1       |
| 46  | Walia              | 2.749  | 1       |
| 47  | Estonia            | 2.666  | 1       |
| 48  | Irlandia Północna  | 2.583  | 1       |
| 49  | Luksemburg         | 2.333  | 1       |
| 50  | Armenia            | 2.208  | 1       |
| 51  | Wyspy Owcze        | 1.416  | 1       |
| 52  | Andora             | 1.000  | 1       |
| 53  | San Marino         | 0.916  | 1       |
| 54  | Gibraltar          | 0.000  | 0       |

## Szczegółowy podział miejsc
|                                      |                                      | Drużyny rozpoczynające udział | Zwycięzcy poprzedniej rundy                                                            |
| ------------------------------------ | ------------------------------------ | --- | -------------------------------------------------------------------------------------- |
| I runda kwalifikacyjna (4 drużyny)   | I runda kwalifikacyjna (4 drużyny)   | - 4 drużyny – mistrzowie lig federacji z miejsc 50–53 |                                                                                        |
| II runda kwalifikacyjna (34 drużyny) | II runda kwalifikacyjna (34 drużyny) | - 32 drużyny – mistrzowie lig federacji z miejsc 17–49 (z wyjątkiem Liechtensteinu)                                                                           | - 2 zwycięzców I rundy kwalifikacyjnej                                                 |
| III runda kwalifikacyjna (30 drużyn) | dla mistrzów (20 drużyn)             | - 3 drużyny – mistrzowie lig federacji z miejsc 14–16 | - 17 zwycięzców II rundy kwalifikacyjnej                                               |
| III runda kwalifikacyjna (30 drużyn) | dla niemistrzów (10 drużyn)          | - 9 drużyny – wicemistrzowie lig federacji z miejsc 7–15 - 1 drużyna - trzeci zespół federacji z miejsca 6                                                    |                                                                                        |
| Runda play-off (20 drużyn)           | dla mistrzów (10 drużyn)             | | - 10 zwycięzców III rundy kwalifikacyjnej dla mistrzów                                 |
| Runda play-off (20 drużyn)           | dla niemistrzów (10 drużyn)          | - 2 drużyny – 3. zespoły ligi federacji z miejsc 4 i 5 - 3 drużyny – 4. zespoły ligi federacji z miejsc 1–3                                                   | - 5 zwycięzców III rundy kwalifikacyjnej dla niemistrzów                               |
| Faza grupowa (32 drużyny)            | Faza grupowa (32 drużyny)            | - 13 drużyn – mistrzowie lig federacji z miejsc 1–13 - 6 drużyn – 2. zespoły ligi federacji z miejsc 1–6 - 3 drużyny – 3. zespoły ligi federacji z miejsc 1–3 | - 5 zwycięzców rund play-off dla mistrzów - 5 zwycięzców rund play-off dla niemistrzów |
| Faza pucharowa (16 drużyn)           | Faza pucharowa (16 drużyn)           | | - 8 drużyn – zwycięzcy grup - 8 drużyn – 2. zespoły grup                               |

## Uczestnicy
Lista uczestników Ligi Mistrzów UEFA 2013/2014 z wyszczególnieniem rund, w których dane drużyny rozpoczęły udział w rozgrywkach. Losowanie grup finałowych odbyło się 29 sierpnia 2013.
Oznaczenia:
- L1, L2, L3, L4 – drużyny, który zajęły odpowiednie miejsca w ligach krajowych,
- OT – obrońca tytułu (zwycięzca edycji 2012/2013).

| Faza grupowa             | Faza grupowa           | Faza grupowa             | Faza grupowa                 |
| ------------------------ | ---------------------- | ------------------------ | ---------------------------- |
| Bayern Monachium (L1/OT) | Atlético Madryt (L3)   | SL Benfica (L2)          | Szachtar Donieck (L1)        |
| Manchester United (L1)   | Borussia Dortmund (L2) | Paris Saint-Germain (L1) | Olympiakos SFP (L1)          |
| Manchester City (L2)     | Bayer Leverkusen (L3)  | Olympique Marsylia (L2)  | Galatasaray SK (L1)          |
| Chelsea (L3)             | Juventus (L1)          | CSKA Moskwa (L1)         | RSC Anderlecht (L1)          |
| FC Barcelona (L1)        | Napoli (L2)            | Ajax (L1)                | FC Kopenhaga (L1)            |
| Real Madryt (L2)         | FC Porto (L1)          |                          |                              |
| Runda play-off           |                        |                          |                              |
| dla mistrzów             | dla niemistrzów        | dla niemistrzów          | dla niemistrzów              |
|                          | Arsenal (L4)           | FC Schalke 04 (L4)       | FC Paços de Ferreira (L3)    |
| Real Sociedad (L4)       | Milan (L3)             |                          |                              |
| III runda kwalifikacyjna |                        |                          |                              |
| dla mistrzów             | dla niemistrzów        | dla niemistrzów          | dla niemistrzów              |
| FC Basel (L1)            | Olympique Lyon (L3)    | PAOK FC (L2)             | FC Nordsjælland (L2)         |
| Austria Wiedeń (L1)      | Zenit Petersburg (L2)  | Fenerbahçe SK (L2)       | Grasshopper Club Zurych (L2) |
| APOEL Nikozja (L1)       | PSV Eindhoven (L2)     | SV Zulte Waregem (L2)    | Red Bull Salzburg (L2)       |
|                          | Metalist Charków (L2)  |                          |                              |
| II runda kwalifikacyjna  |                        |                          |                              |
| Maccabi Tel Awiw (L1)    | Slovan Bratysława (L1) | Sligo Rovers (L1)        | FH (L1)                      |
| Celtic (L1)              | Molde FK (L1)          | NK Maribor (L1)          | Sutjeska Nikšić (L1)         |
| Viktoria Pilzno (L1)     | Partizan Belgrad (L1)  | Ekranas Poniewież (L1)   | Skënderbeu Korcza (L1)       |
| Legia Warszawa (L1)      | Łudogorec Razgrad (L1) | Sheriff Tyraspol (L1)    | Birkirkara FC (L1)           |
| Dinamo Zagrzeb (L1)      | Győri ETO (L1)         | Neftçi PFK (L1)          | The New Saints F.C. (L1)     |
| Steaua Bukareszt (L1)    | HJK Helsinki (L1)      | Daugava Dyneburg (L1)    | Nõmme Kalju (L1)             |
| BATE Borysów (L1)        | Dinamo Tbilisi (L1)    | Wardar Skopje (L1)       | Cliftonville F.C. (L1)       |
| IF Elfsborg (L1)         | FK Željezničar (L1)    | Szachtior Karaganda (L1) | Fola Esch (L1)               |
| I runda kwalifikacyjna   |                        |                          |                              |
| Szirak Giumri (L1)       | EB/Streymur (L1)       | FC Lusitanos (L1)        | SP Tre Penne (L1)            |

## Terminarz
| Faza           | Runda                         | Data losowania   | Pierwszy mecz                             | Drugi mecz                                |
| -------------- | ----------------------------- | ---------------- | ----------------------------------------- | ----------------------------------------- |
| Kwalifikacje   | Pierwsza runda kwalifikacyjna | 24 czerwca 2013  | 2–3 lipca 2013                            | 9–10 lipca 2013                           |
| Kwalifikacje   | Druga runda kwalifikacyjna    | 24 czerwca 2013  | 16–17 lipca 2013                          | 23–24 lipca 2013                          |
| Kwalifikacje   | Trzecia runda kwalifikacyjna  | 19 lipca 2013    | 30–31 lipca 2013                          | 6–7 sierpnia 2013                         |
| Play-off       | Runda play-off                | 9 sierpnia 2013  | 20–21 sierpnia 2013                       | 27–28 sierpnia 2013                       |
| Faza grupowa   | Kolejka 1                     | 29 sierpnia 2013 | 17–18 września 2013                       | 17–18 września 2013                       |
| Faza grupowa   | Kolejka 2                     | 29 sierpnia 2013 | 1–2 października 2013                     | 1–2 października 2013                     |
| Faza grupowa   | Kolejka 3                     | 29 sierpnia 2013 | 22–23 października 2013                   | 22–23 października 2013                   |
| Faza grupowa   | Kolejka 4                     | 29 sierpnia 2013 | 5–6 listopada 2013                        | 5–6 listopada 2013                        |
| Faza grupowa   | Kolejka 5                     | 29 sierpnia 2013 | 26–27 listopada 2013                      | 26–27 listopada 2013                      |
| Faza grupowa   | Kolejka 6                     | 29 sierpnia 2013 | 10–11 grudnia 2013                        | 10–11 grudnia 2013                        |
| Faza pucharowa | 1/8 finału                    | 16 grudnia 2013  | 18–19 & 25–26 lutego 2014                 | 11–12 & 18–19 marca 2014                  |
| Faza pucharowa | Ćwierćfinały                  | 21 marca 2014    | 1–2 kwietnia 2014                         | 8–9 kwietnia 2014                         |
| Faza pucharowa | Półfinały                     | 11 kwietnia 2014 | 22–23 kwietnia 2014                       | 29–30 kwietnia 2014                       |
| Faza pucharowa | Finał                         | 11 kwietnia 2014 | 24 maja 2014 na Estádio da Luz w Lizbonie | 24 maja 2014 na Estádio da Luz w Lizbonie |

## Faza kwalifikacyjna
Rozegrane zostały 2 odrębne turnieje kwalifikacyjne. W pierwszym wzięli udział mistrzowie federacji, którym nie przysługiwało prawo automatycznego awansu do fazy grupowej (I i II runda kwalifikacyjna, III runda kwalifikacyjna dla mistrzów oraz runda play-off dla mistrzów). W drugim wystąpiły drużyny, które nie zdobyły tytułu mistrzowskiego swoich federacji a sam mistrz zakwalifikował się bezpośrednio do fazy grupowej turnieju (III runda kwalifikacyjna dla niemistrzów oraz runda play-off dla niemistrzów).

### I runda kwalifikacyjna
Do startu w I rundzie kwalifikacyjnej uprawnione były 4 drużyny, z czego 2 były rozstawione.
| Drużyny rozstawione | Drużyny rozstawione | Drużyny rozstawione | Drużyny rozstawione |
| Drużyna             | Wsp.                | Drużyna             | Wsp.                |
| ------------------- | ------------------- | ------------------- | ------------------- |
| EB/Streymur         | 2.316               | SP Tre Penne        | 1.383               |

| Drużyny nierozstawione | Drużyny nierozstawione | Drużyny nierozstawione | Drużyny nierozstawione |
| Drużyna                | Wsp.                   | Drużyna                | Wsp.                   |
| ---------------------- | ---------------------- | ---------------------- | ---------------------- |
| FC Lusitanos           | 1.100                  | Szirak Giumri          | 0.850                  |

Wsp. – wartość współczynnika klubowego
Pogrubioną czcionką wyróżnione zespoły, które awansowały do kolejnej rundy.
| Drużyna 1                            | Wynik dwumeczu | Drużyna 2    | Pierwszy mecz | Drugi mecz |
| ------------------------------------ | -------------- | ------------ | ------------- | ---------- |
| Szirak Giumri                        | 3:1            | SP Tre Penne | 3:0           | 0:1        |
| FC Lusitanos                         | 3:7            | EB/Streymur  | 2:2           | 1:5        |
| Po lewej gospodarz pierwszego meczu. |                |              |               |            |

### II runda kwalifikacyjna
Do startu w II rundzie kwalifikacyjnej uprawnionych będzie 34 drużyny (2 z poprzedniej rundy), z czego 17 będzie rozstawionych.
    drużyny, które awansowały z I rundy kwalifikacyjnej
| Drużyny rozstawione | Drużyny rozstawione | Drużyny rozstawione | Drużyny rozstawione |
| Drużyna             | Wsp.                | Drużyna             | Wsp.                |
| ------------------- | ------------------- | ------------------- | ------------------- |
| BATE Borysów        | 39.175              | Slovan Bratysława   | 8.341               |
| Celtic              | 37.538              | IF Elfsborg         | 8.125               |
| Steaua Bukareszt    | 35.604              | Maccabi Tel Awiw    | 8.075               |
| Viktoria Pilzno     | 28.745              | Molde FK            | 7.835               |
| Dinamo Zagrzeb      | 25.916              | HJK Helsinki        | 6.701               |
| Partizan Belgrad    | 17.425              | Ekranas Poniewież   | 6.300               |
| Legia Warszawa      | 13.650              | Neftçi PFK          | 5.708               |
| Sheriff Tyraspol    | 11.533              | Dinamo Tbilisi      | 5.333               |
| NK Maribor          | 9.941               |                     |                     |

| Drużyny nierozstawione | Drużyny nierozstawione | Drużyny nierozstawione | Drużyny nierozstawione |
| Drużyna                | Wsp.                   | Drużyna                | Wsp.                   |
| ---------------------- | ---------------------- | ---------------------- | ---------------------- |
| FK Željezničar         | 4.566                  | EB/Streymur            | 2.316                  |
| FH                     | 4.083                  | Cliftonville F.C.      | 2.116                  |
| Győri ETO              | 3.850                  | Wardar Skopje          | 2.050                  |
| The New Saints F.C.    | 3.766                  | Daugava Dyneburg       | 1.658                  |
| Łudogorec Razgrad      | 3.450                  | Sutjeska Nikšić        | 1.300                  |
| Sligo Rovers           | 3.225                  | Nõmme Kalju            | 1.191                  |
| Szachtior Karaganda    | 2.941                  | Szirak Giumri          | 1.383                  |
| Skënderbeu Korcza      | 2.833                  | Fola Esch              | 0.925                  |
| Birkirkara FC          | 2.541                  |                        |                        |

Wsp. – wartość współczynnika klubowego
Pogrubioną czcionką wyróżnione zespoły, które awansowały do kolejnej rundy.
| Drużyna 1                            | Wynik dwumeczu | Drużyna 2           | Pierwszy mecz | Drugi mecz |
| ------------------------------------ | -------------- | ------------------- | ------------- | ---------- |
| Neftçi PFK                           | 0:1            | Skënderbeu Korcza   | 0:0           | 0:1 (pd.)  |
| Steaua Bukareszt                     | 5:1            | Wardar Skopje       | 3:0           | 2:1        |
| Viktoria Pilzno                      | 6:4            | FK Željezničar      | 4:3           | 2:1        |
| Sheriff Tyraspol                     | 6:1            | Sutjeska Nikšić     | 1:1           | 5:0        |
| Birkirkara FC                        | 0:2            | NK Maribor          | 0:0           | 0:2        |
| Sligo Rovers                         | 0:3            | Molde FK            | 0:1           | 0:2        |
| IF Elfsborg                          | 11:1           | Daugava Dyneburg    | 7:1           | 4:0        |
| HJK Helsinki                         | 1:2            | Nõmme Kalju         | 0:0           | 1:2        |
| Ekranas Poniewież                    | 1:3            | FH                  | 0:1           | 1:2        |
| The New Saints F.C.                  | 1:4            | Legia Warszawa      | 1:3           | 0:1        |
| Cliftonville F.C.                    | 0:5            | Celtic              | 0:3           | 0:2        |
| Fola Esch                            | 0:6            | Dinamo Zagrzeb      | 0:5           | 0:1        |
| Győri ETO                            | 1:4            | Maccabi Tel Awiw    | 0:2           | 1:2        |
| BATE Borysów                         | 0:2            | Szachtior Karaganda | 0:1           | 0:1        |
| Szirak Giumri                        | 1:1 (br. wyj.) | Partizan Belgrad    | 1:1           | 0:0        |
| Slovan Bratysława                    | 2:4            | Łudogorec Razgrad   | 2:1           | 0:3        |
| Dinamo Tbilisi                       | 9:2            | EB/Streymur         | 6:1           | 3:1        |
| Po lewej gospodarz pierwszego meczu. |                |                     |               |            |

### III runda kwalifikacyjna
Od tej rundy turniej kwalifikacyjny zostanie podzielony na 2 części – dla mistrzów i niemistrzów poszczególnych federacji:
- do startu w III rundzie kwalifikacyjnej dla mistrzów uprawnionych będzie 20 drużyn (w tym 17 zwycięzców II rundy), z czego 10 będzie rozstawionych;
- do startu w III rundzie kwalifikacyjnej dla niemistrzów uprawnionych będzie 10 drużyn, z czego 5 będzie rozstawionych.

Drużyny, które przegrają w tej rundzie, otrzymają prawo gry w rundzie play-off Ligi Europy UEFA.
Uwaga: losowanie III rundy kwalifikacyjnej odbywa się przed zakończeniem II rundy, więc pary z II rundy są losowane według współczynnika „lepszej” drużyny. Oznacza to, że dla rozstawienia w III rundzie kwalifikacyjnej nie ma znaczenia, kto odpadnie w II rundzie.
    drużyny, które awansowały z II rundy kwalifikacyjnej
| Drużyny rozstawione | Drużyny rozstawione | Drużyny rozstawione | Drużyny rozstawione |
| Drużyna             | Wsp.                | Drużyna             | Wsp.                |
| ------------------- | ------------------- | ------------------- | ------------------- |
| FC Basel            | 59.785              | Viktoria Pilzno     | 28.745              |
| Szachtior Karaganda | 39.175              | Dinamo Zagrzeb      | 25.916              |
| Celtic              | 37.538              | Partizan Belgrad    | 17.425              |
| Steaua Bukareszt    | 35.604              | Austria Wiedeń      | 16.575              |
| APOEL Nikozja       | 35.366              | Legia Warszawa      | 13.650              |

| Drużyny nierozstawione | Drużyny nierozstawione | Drużyny nierozstawione | Drużyny nierozstawione |
| Drużyna                | Wsp.                   | Drużyna                | Wsp.                   |
| ---------------------- | ---------------------- | ---------------------- | ---------------------- |
| Sheriff Tyraspol       | 11.533                 | Molde FK               | 7.835                  |
| NK Maribor             | 9.941                  | Nõmme Kalju            | 6.701                  |
| Łudogorec Razgrad      | 8.341                  | FH                     | 6.300                  |
| IF Elfsborg            | 8.125                  | Skënderbeu Korcza      | 5.708                  |
| Maccabi Tel Awiw       | 8.075                  | Dinamo Tbilisi         | 5.333                  |

Wsp. – wartość współczynnika klubowego
Pogrubioną czcionką wyróżnione zespoły, które awansowały do kolejnej rundy.
| Drużyna 1                            | Wynik dwumeczu | Drużyna 2         | Pierwszy mecz | Drugi mecz |
| ------------------------------------ | -------------- | ----------------- | ------------- | ---------- |
| FC Basel                             | 4:3            | Maccabi Tel Awiw  | 1:0           | 3:3        |
| Molde FK                             | 1:1 (br. wyj.) | Legia Warszawa    | 1:1           | 0:0        |
| Łudogorec Razgrad                    | 3:1            | Partizan Belgrad  | 2:1           | 1:0        |
| Dinamo Tbilisi                       | 1:3            | Steaua Bukareszt  | 0:2           | 1:1        |
| APOEL Nikozja                        | 1:1 (br. wyj.) | NK Maribor        | 1:1           | 0:0        |
| Celtic                               | 1:0            | IF Elfsborg       | 1:0           | 0:0        |
| Szachtior Karaganda                  | 5:3            | Skënderbeu Korcza | 3:0           | 2:3        |
| Austria Wiedeń                       | 1:0            | FH                | 1:0           | 0:0        |
| Nõmme Kalju                          | 2:10           | Viktoria Pilzno   | 0:4           | 2:6        |
| Dinamo Zagrzeb                       | 4:0            | Sheriff Tyraspol  | 1:0           | 3:0        |
| Po lewej gospodarz pierwszego meczu. |                |                   |               |            |

| Drużyny rozstawione | Drużyny rozstawione | Drużyny rozstawione | Drużyny rozstawione |
| Drużyna             | Wsp.                | Drużyna             | Wsp.                |
| ------------------- | ------------------- | ------------------- | ------------------- |
| Olympique Lyon      | 95.800              | Metalist Charków    | 62.451              |
| Zenit Petersburg    | 70.766              | Fenerbahçe SK       | 46.400              |
| PSV Eindhoven       | 64.945              |                     |                     |

| Drużyny nierozstawione | Drużyny nierozstawione | Drużyny nierozstawione  | Drużyny nierozstawione |
| Drużyna                | Wsp.                   | Drużyna                 | Wsp.                   |
| ---------------------- | ---------------------- | ----------------------- | ---------------------- |
| PAOK FC                | 28.800                 | Grasshopper Club Zurych | 7.285                  |
| Red Bull Salzburg      | 28.075                 | SV Zulte Waregem        | 6.880                  |
| FC Nordsjælland        | 12.640                 |                         |                        |

Wsp. – wartość współczynnika klubowego
Pogrubioną czcionką wyróżnione zespoły, które awansowały do kolejnej rundy.
| Drużyna 1                            | Wynik dwumeczu | Drużyna 2               | Pierwszy mecz | Drugi mecz |
| ------------------------------------ | -------------- | ----------------------- | ------------- | ---------- |
| FC Nordsjælland                      | 0:6            | Zenit Petersburg        | 0:1           | 0:5        |
| Red Bull Salzburg                    | 2:4            | Fenerbahçe SK           | 1:1           | 1:3        |
| PAOK FC                              | w.o.1          | Metalist Charków        | 0:2           | 1:1        |
| PSV Eindhoven                        | 5:0            | SV Zulte Waregem        | 2:0           | 3:0        |
| Olympique Lyon                       | 2:0            | Grasshopper Club Zurych | 1:0           | 1:0        |
| Po lewej gospodarz pierwszego meczu. |                |                         |               |            |

1Metalist Charków został zdyskwalifikowany za ustawienie meczu ligi ukraińskiej.

### Runda play-off
W tej rundzie kwalifikacji utrzymany został podział na 2 części – dla mistrzów i niemistrzów poszczególnych federacji:
- do startu w rundzie play-off dla mistrzów uprawnionych było 10 drużyn (zwycięzców III rundy), z czego 5 będzie rozstawionych;
- do startu w rundzie play-off dla niemistrzów uprawnionych było 10 drużyn (w tym 5 zwycięzców III rundy), z czego 5 będzie rozstawionych.

Drużyny, które przegrały w tej rundzie, otrzymały prawo gry w fazie grupowej Ligi Europy UEFA.
    drużyny, które awansowały z III rundy kwalifikacyjnej
| Drużyny rozstawione | Drużyny rozstawione | Drużyny rozstawione | Drużyny rozstawione |
| Drużyna             | Wsp.                | Drużyna             | Wsp.                |
| ------------------- | ------------------- | ------------------- | ------------------- |
| FC Basel            | 59.785              | Viktoria Pilzno     | 28.745              |
| Celtic              | 37.538              | Dinamo Zagrzeb      | 25.916              |
| Steaua Bukareszt    | 35.604              |                     |                     |

| Drużyny nierozstawione | Drużyny nierozstawione | Drużyny nierozstawione | Drużyny nierozstawione |
| Drużyna                | Wsp.                   | Drużyna                | Wsp.                   |
| ---------------------- | ---------------------- | ---------------------- | ---------------------- |
| Austria Wiedeń         | 16.575                 | Łudogorec Razgrad      | 3.450                  |
| Legia Warszawa         | 13.650                 | Szachtior Karaganda    | 2.941                  |
| NK Maribor             | 9.941                  |                        |                        |

Wsp. – wartość współczynnika klubowego
Pogrubioną czcionką wyróżnione zespoły, które awansowały do kolejnej rundy.
| Drużyna 1                            | Wynik dwumeczu | Drużyna 2      | Pierwszy mecz | Drugi mecz |
| ------------------------------------ | -------------- | -------------- | ------------- | ---------- |
| Dinamo Zagrzeb                       | 3:4            | Austria Wiedeń | 0:2           | 3:2        |
| Łudogorec Razgrad                    | 2:6            | FC Basel       | 2:4           | 0:2        |
| Viktoria Pilzno                      | 4:1            | NK Maribor     | 3:1           | 1:0        |
| Szachtior Karaganda                  | 2:3            | Celtic         | 2:0           | 0:3        |
| Steaua Bukareszt                     | 3:3 (br. wyj.) | Legia Warszawa | 1:1           | 2:2        |
| Po lewej gospodarz pierwszego meczu. |                |                |               |            |

    drużyny, które awansowały z III rundy kwalifikacyjnej
| Drużyny rozstawione | Drużyny rozstawione | Drużyny rozstawione | Drużyny rozstawione |
| Drużyna             | Wsp.                | Drużyna             | Wsp.                |
| ------------------- | ------------------- | ------------------- | ------------------- |
| Arsenal             | 113.592             | FC Schalke 04       | 84.922              |
| Olympique Lyon      | 95.800              | Zenit Petersburg    | 70.766              |
| Milan               | 93.829              |                     |                     |

| Drużyny nierozstawione | Drużyny nierozstawione | Drużyny nierozstawione | Drużyny nierozstawione |
| Drużyna                | Wsp.                   | Drużyna                | Wsp.                   |
| ---------------------- | ---------------------- | ---------------------- | ---------------------- |
| PSV Eindhoven          | 64.945                 | Real Sociedad          | 17.605                 |
| Fenerbahçe SK          | 46.400                 | FC Paços de Ferreira   | 12.833                 |
| PAOK FC1               | 28.800                 |                        |                        |

Wsp. – wartość współczynnika klubowego
Pogrubioną czcionką wyróżnione zespoły, które awansowały do kolejnej rundy.
| Drużyna 1                            | Wynik dwumeczu | Drużyna 2        | Pierwszy mecz | Drugi mecz |
| ------------------------------------ | -------------- | ---------------- | ------------- | ---------- |
| Olympique Lyon                       | 0:4            | Real Sociedad    | 0:2           | 0:2        |
| FC Schalke 04                        | 4:3            | PAOK FC1         | 1:1           | 3:2        |
| FC Paços de Ferreira                 | 3:8            | Zenit Petersburg | 1:4           | 2:4        |
| PSV Eindhoven                        | 1:4            | Milan            | 1:1           | 0:3        |
| Fenerbahçe SK                        | 0:5            | Arsenal          | 0:3           | 0:2        |
| Po lewej gospodarz pierwszego meczu. |                |                  |               |            |

1Metalist Charków został wykluczony z europejskich pucharów przez UEFA. W związku z tym wolne miejsce zajął rywal Metalista w poprzedniej rundzie – PAOK FC.

## Faza grupowa
Do startu w fazie grupowej uprawnione były 32 drużyny (w tym 10 zwycięzców rundy play-off). W trakcie losowania zespoły zostały rozdzielone na 4 koszyki, następnie rozlosowane i podzielone na 8 grup po 4 drużyny każda. Do jednej grupy nie mogły trafić drużyny z tego samego koszyka i federacji.
Wszystkie zespoły zagrały ze sobą dwukrotnie – po 2 najlepsze z każdej grupy awansują do fazy pucharowej, drużyny z 3. miejsc otrzymały prawo gry w 1/16 finału Ligi Europy UEFA.
Zasady ustalania kolejności w tabeli:
1. liczba zdobytych punktów w całej rundzie;
2. liczba punktów zdobyta w meczach bezpośrednich;
3. różnica bramek w meczach bezpośrednich;
4. liczba bramek zdobytych na wyjeździe w meczach bezpośrednich
5. różnica bramek w całej rundzie;
6. liczba zdobytych bramek w całej rundzie;
7. współczynnik drużyny z poprzednich 5 sezonów.

Na żółtym tle przedstawiono drużyny, które awansowały z rundy play-off Ligi Mistrzów.
| Koszyk 1         | Koszyk 1 | Koszyk 1          | Koszyk 1 |
| Drużyna          | Współcz. | Drużyna           | Współcz. |
| ---------------- | -------- | ----------------- | -------- |
| FC Barcelona     | 157.605  | Manchester United | 130.592  |
| Bayern Monachium | 146.922  | Arsenal           | 113.592  |
| Chelsea          | 137.592  | FC Porto          | 104.833  |
| Real Madryt      | 136.605  | SL Benfica        | 102.833  |

| Koszyk 2         | Koszyk 2 | Koszyk 2            | Koszyk 2 |
| Drużyna          | Współcz. | Drużyna             | Współcz. |
| ---------------- | -------- | ------------------- | -------- |
| Atlético Madryt  | 99.605   | Olympique Marsylia  | 78.800   |
| Szachtar Donieck | 94.951   | CSKA Moskwa         | 77.766   |
| Milan            | 93.829   | Paris Saint-Germain | 71.800   |
| FC Schalke 04    | 84.922   | Juventus            | 70.829   |

| Koszyk 3          | Koszyk 3 | Koszyk 3         | Koszyk 3 |
| Drużyna           | Współcz. | Drużyna          | Współcz. |
| ----------------- | -------- | ---------------- | -------- |
| Zenit Petersburg  | 70.766   | FC Basel         | 59.785   |
| Manchester City   | 70.592   | Olympiakos SFP   | 57.800   |
| Ajax              | 64.945   | Galatasaray SK   | 54.400   |
| Borussia Dortmund | 61.922   | Bayer Leverkusen | 53.922   |

| Koszyk 4       | Koszyk 4 | Koszyk 4         | Koszyk 4 |
| Drużyna        | Współcz. | Drużyna          | Współcz. |
| -------------- | -------- | ---------------- | -------- |
| FC Kopenhaga   | 47.140   | Steaua Bukareszt | 35.604   |
| Napoli         | 46.829   | Viktoria Pilzno  | 28.745   |
| RSC Anderlecht | 44.880   | Real Sociedad    | 17.605   |
| Celtic         | 37.538   | Austria Wiedeń   | 16.575   |

Współcz. – wartość współczynnika klubowego

### Grupy
| Kolory w tabeli grup                                   |
| ------------------------------------------------------ |
| Zespoły z miejsc 1 i 2 awansują do 1/8 finału          |
| Zespół z miejsca 3 awansuje do 1/16 finału Ligi Europy |

#### Grupa A
| Lp. | Drużyna           | M | Z | R | P | Bramki | Bramki | +/– | Pkt |
| --- | ----------------- | - | - | - | - | ------ | ------ | --- | --- |
| 1   | Manchester United | 6 | 4 | 2 | 0 | 12     | 3      | +9  | 14  |
| 2   | Bayer Leverkusen  | 6 | 3 | 1 | 2 | 9      | 10     | −1  | 10  |
| 3   | Szachtar Donieck  | 6 | 2 | 2 | 2 | 7      | 6      | +1  | 8   |
| 4   | Real Sociedad     | 6 | 0 | 1 | 5 | 1      | 10     | −9  | 1   |

|                   | MNU | SZA | LEV | RSO |
| ----------------- | --- | --- | --- | --- |
| Manchester United | –   | 1:0 | 4:2 | 1:0 |
| Szachtar Donieck  | 1:1 | –   | 0:0 | 4:0 |
| Bayer Leverkusen  | 0:5 | 4:0 | –   | 2:1 |
| Real Sociedad     | 0:0 | 0:2 | 0:1 | –   |

#### Grupa B
| Lp. | Drużyna        | M | Z | R | P | Bramki | Bramki | +/– | Pkt |
| --- | -------------- | - | - | - | - | ------ | ------ | --- | --- |
| 1   | Real Madryt    | 6 | 5 | 1 | 0 | 20     | 5      | +15 | 16  |
| 2   | Galatasaray SK | 6 | 2 | 1 | 3 | 8      | 14     | −6  | 7   |
| 3   | Juventus       | 6 | 1 | 3 | 2 | 9      | 9      | 0   | 6   |
| 4   | FC Kopenhaga   | 6 | 1 | 1 | 4 | 4      | 13     | −9  | 4   |

|                | RMA | JUV | GAL | KOP |
| -------------- | --- | --- | --- | --- |
| Real Madryt    | –   | 2:1 | 4:1 | 4:0 |
| Juventus       | 2:2 | –   | 2:2 | 3:1 |
| Galatasaray SK | 1:6 | 1:0 | –   | 3:1 |
| FC Kopenhaga   | 0:2 | 1:1 | 1:0 | –   |

#### Grupa C
| Lp. | Drużyna             | M | Z | R | P | Bramki | Bramki | +/– | Pkt |
| --- | ------------------- | - | - | - | - | ------ | ------ | --- | --- |
| 1   | Paris Saint-Germain | 6 | 4 | 1 | 1 | 16     | 5      | +11 | 13  |
| 2   | Olympiakos SFP      | 6 | 3 | 1 | 2 | 10     | 8      | +2  | 10  |
| 3   | SL Benfica          | 6 | 3 | 1 | 2 | 8      | 8      | 0   | 10  |
| 4   | RSC Anderlecht      | 6 | 0 | 1 | 5 | 4      | 17     | −13 | 1   |

|                     | BEN | PSG | OLY | AND |
| ------------------- | --- | --- | --- | --- |
| SL Benfica          | –   | 2:1 | 1:1 | 2:0 |
| Paris Saint-Germain | 3:0 | –   | 2:1 | 1:1 |
| Olympiakos SFP      | 1:0 | 1:4 | –   | 3:1 |
| RSC Anderlecht      | 2:3 | 0:5 | 0:3 | –   |

#### Grupa D
| Lp. | Drużyna          | M | Z | R | P | Bramki | Bramki | +/– | Pkt |
| --- | ---------------- | - | - | - | - | ------ | ------ | --- | --- |
| 1   | Bayern Monachium | 6 | 5 | 0 | 1 | 17     | 5      | +12 | 15  |
| 2   | Manchester City  | 6 | 5 | 0 | 1 | 18     | 10     | +8  | 15  |
| 3   | Viktoria Pilzno  | 6 | 1 | 0 | 5 | 6      | 17     | −11 | 3   |
| 4   | CSKA Moskwa      | 6 | 1 | 0 | 5 | 8      | 17     | −9  | 3   |

|                  | BMU | CSK | MNC | VPL |
| ---------------- | --- | --- | --- | --- |
| Bayern Monachium | –   | 3:0 | 2:3 | 5:0 |
| CSKA Moskwa      | 1:3 | –   | 1:2 | 3:2 |
| Manchester City  | 1:3 | 5:2 | –   | 4:2 |
| Viktoria Pilzno  | 0:1 | 2:1 | 0:3 | –   |

#### Grupa E
| Lp. | Drużyna          | M | Z | R | P | Bramki | Bramki | +/– | Pkt |
| --- | ---------------- | - | - | - | - | ------ | ------ | --- | --- |
| 1   | Chelsea          | 6 | 4 | 0 | 2 | 12     | 3      | +9  | 12  |
| 2   | FC Schalke 04    | 6 | 3 | 1 | 2 | 6      | 6      | 0   | 10  |
| 3   | FC Basel         | 6 | 2 | 2 | 2 | 5      | 6      | −1  | 8   |
| 4   | Steaua Bukareszt | 6 | 0 | 3 | 3 | 2      | 10     | −8  | 3   |

|                  | CHE | S04 | BAS | STE |
| ---------------- | --- | --- | --- | --- |
| Chelsea          | –   | 3:0 | 1:2 | 1:0 |
| FC Schalke 04    | 0:3 | –   | 2:0 | 3:0 |
| FC Basel         | 1:0 | 0:1 | –   | 1:1 |
| Steaua Bukareszt | 0:4 | 0:0 | 1:1 | –   |

#### Grupa F
| Lp. | Drużyna            | M | Z | R | P | Bramki | Bramki | +/– | Pkt |
| --- | ------------------ | - | - | - | - | ------ | ------ | --- | --- |
| 1   | Borussia Dortmund  | 6 | 4 | 0 | 2 | 11     | 6      | +5  | 12  |
| 2   | Arsenal            | 6 | 4 | 0 | 2 | 8      | 5      | +3  | 12  |
| 3   | Napoli             | 6 | 4 | 0 | 2 | 10     | 9      | +1  | 12  |
| 4   | Olympique Marsylia | 6 | 0 | 0 | 6 | 5      | 14     | −9  | 0   |

|                    | ARS | OMA | DOR | NAP |
| ------------------ | --- | --- | --- | --- |
| Arsenal            | –   | 2:0 | 1:2 | 2:0 |
| Olympique Marsylia | 1:2 | –   | 1:2 | 1:2 |
| Borussia Dortmund  | 0:1 | 3:0 | –   | 3:1 |
| Napoli             | 2:0 | 3:2 | 2:1 | –   |

#### Grupa G
| Lp. | Drużyna          | M | Z | R | P | Bramki | Bramki | +/– | Pkt |
| --- | ---------------- | - | - | - | - | ------ | ------ | --- | --- |
| 1   | Atlético Madryt  | 6 | 5 | 1 | 0 | 15     | 3      | +12 | 16  |
| 2   | Zenit Petersburg | 6 | 1 | 3 | 2 | 5      | 9      | −4  | 6   |
| 3   | FC Porto         | 6 | 1 | 2 | 3 | 4      | 7      | −3  | 5   |
| 4   | Austria Wiedeń   | 6 | 1 | 2 | 3 | 5      | 10     | −5  | 5   |

|                  | POR | ATM | ZEN | AWI |
| ---------------- | --- | --- | --- | --- |
| FC Porto         | –   | 1:2 | 0:1 | 1:1 |
| Atlético Madryt  | 2:0 | –   | 3:1 | 4:0 |
| Zenit Petersburg | 1:1 | 1:1 | –   | 0:0 |
| Austria Wiedeń   | 0:1 | 0:3 | 4:1 | –   |

#### Grupa H
| Lp. | Drużyna      | M | Z | R | P | Bramki | Bramki | +/– | Pkt |
| --- | ------------ | - | - | - | - | ------ | ------ | --- | --- |
| 1   | FC Barcelona | 6 | 4 | 1 | 1 | 16     | 5      | +11 | 13  |
| 2   | Milan        | 6 | 2 | 3 | 1 | 8      | 5      | +3  | 9   |
| 3   | Ajax         | 6 | 2 | 2 | 2 | 5      | 8      | −3  | 8   |
| 4   | Celtic       | 6 | 1 | 0 | 5 | 3      | 14     | −11 | 3   |

|              | BAR | MIL | AJX | CEL |
| ------------ | --- | --- | --- | --- |
| FC Barcelona | –   | 3:1 | 4:0 | 6:1 |
| Milan        | 1:1 | –   | 0:0 | 2:0 |
| Ajax         | 2:1 | 1:1 | –   | 1:0 |
| Celtic       | 0:1 | 0:3 | 2:1 | –   |

## Faza pucharowa
Do startu w fazie pucharowej uprawnionych było 16 drużyn – 8 zwycięzców fazy grupowej i 8 drużyn, które zajęły 2. miejsca w fazie grupowej.
W tej fazie do dalszych etapów turnieju przechodzą zwycięzcy poszczególnych dwumeczów.
|  |                     |                     |                   |                   |            |   |   |                     |                     |              |              |              |  |  |           |           |           |           |           |  |  |       |       |       |
|  | 1/8 finału          | 1/8 finału          | 1/8 finału        | 1/8 finału        | 1/8 finału |   |   | Ćwierćfinały        | Ćwierćfinały        | Ćwierćfinały | Ćwierćfinały | Ćwierćfinały |  |  | Półfinały | Półfinały | Półfinały | Półfinały | Półfinały |  |  | Finał | Finał | Finał |
|  | 1/8 finału          | 1/8 finału          | 1/8 finału        | 1/8 finału        | 1/8 finału |   |   | Ćwierćfinały        | Ćwierćfinały        | Ćwierćfinały | Ćwierćfinały | Ćwierćfinały |  |  | Półfinały | Półfinały | Półfinały | Półfinały | Półfinały |  |  | Finał | Finał | Finał |
|  |                     |                     |                   |                   |            |   |   |                     |                     |              |              |              |  |  |           |           |           |           |           |  |  |       |       |       |
|  |                     |                     |                   |                   |            |   |   |                     |                     |              |              |              |  |  |           |           |           |           |           |  |  |       |       |       |
|  | Real Madryt         | Real Madryt         | 6                 | 3                 | 9          |   |   |                     |                     |              |              |              |  |  |           |           |           |           |           |  |  |       |       |       |
|  | Real Madryt         | Real Madryt         | 6                 | 3                 | 9          |   |   |                     |                     |              |              |              |  |  |           |           |           |           |           |  |  |       |       |       |
|  | FC Schalke 04       | FC Schalke 04       | 1                 | 1                 | 2          |   |   |                     |                     |              |              |              |  |  |           |           |           |           |           |  |  |       |       |       |
|  | FC Schalke 04       | FC Schalke 04       | 1                 | 1                 | 2          |   |   | Real Madryt         | Real Madryt         | 3            | 0            | 3            |  |  |           |           |           |           |           |  |  |       |       |       |
|  |                     |                     |                   |                   |            |   |   | Real Madryt         | Real Madryt         | 3            | 0            | 3            |  |  |           |           |           |           |           |  |  |       |       |       |
|  |                     |                     | Borussia Dortmund | Borussia Dortmund | 0          | 2 | 2 |                     |                     |              |              |              |  |  |           |           |           |           |           |  |  |       |       |       |
|  | Zenit Petersburg    | Zenit Petersburg    | Borussia Dortmund | Borussia Dortmund | 0          | 2 | 2 | 2                   | 2                   | 4            |              |              |  |  |           |           |           |           |           |  |  |       |       |       |
|  | Zenit Petersburg    | Zenit Petersburg    |                   |                   |            |   |   |                     |                     | 4            |              |              |  |  |           |           |           |           |           |  |  |       |       |       |
|  | Borussia Dortmund   | Borussia Dortmund   | 4                 | 1                 | 5          |   |   |                     |                     |              |              |              |  |  |           |           |           |           |           |  |  |       |       |       |
|  | Borussia Dortmund   | Borussia Dortmund   | 4                 | 1                 | 5          |   |   | Real Madryt         | Real Madryt         | 1            | 4            | 5            |  |  |           |           |           |           |           |  |  |       |       |       |
|  |                     |                     |                   |                   |            |   |   |                     |                     |              |              |              |  |  |           |           |           |           |           |  |  |       |       |       |
|  |                     |                     | Bayern Monachium  | Bayern Monachium  | 0          | 0 | 0 |                     |                     |              |              |              |  |  |           |           |           |           |           |  |  |       |       |       |
|  | Olympiakos SFP      | Olympiakos SFP      | Bayern Monachium  | Bayern Monachium  | 0          | 0 | 0 | 2                   | 0                   | 2            |              |              |  |  |           |           |           |           |           |  |  |       |       |       |
|  | Olympiakos SFP      | Olympiakos SFP      |                   |                   |            |   |   |                     |                     | 2            |              |              |  |  |           |           |           |           |           |  |  |       |       |       |
|  | Manchester United   | Manchester United   | 0                 | 3                 | 3          |   |   |                     |                     |              |              |              |  |  |           |           |           |           |           |  |  |       |       |       |
|  | Manchester United   | Manchester United   | 0                 | 3                 | 3          |   |   | Manchester United   | Manchester United   | 1            | 1            | 2            |  |  |           |           |           |           |           |  |  |       |       |       |
|  |                     |                     |                   |                   |            |   |   | Manchester United   | Manchester United   | 1            | 1            | 2            |  |  |           |           |           |           |           |  |  |       |       |       |
|  |                     |                     | Bayern Monachium  | Bayern Monachium  | 1          | 3 | 4 |                     |                     |              |              |              |  |  |           |           |           |           |           |  |  |       |       |       |
|  | Arsenal             | Arsenal             | Bayern Monachium  | Bayern Monachium  | 1          | 3 | 4 | 0                   | 1                   | 1            |              |              |  |  |           |           |           |           |           |  |  |       |       |       |
|  | Arsenal             | Arsenal             |                   |                   |            |   |   |                     |                     | 1            |              |              |  |  |           |           |           |           |           |  |  |       |       |       |
|  | Bayern Monachium    | Bayern Monachium    | 2                 | 1                 | 3          |   |   |                     |                     |              |              |              |  |  |           |           |           |           |           |  |  |       |       |       |
|  | Bayern Monachium    | Bayern Monachium    | 2                 | 1                 | 3          |   |   | Real Madryt**       | Real Madryt**       | 4            |              |              |  |  |           |           |           |           |           |  |  |       |       |       |
|  |                     |                     |                   |                   |            |   |   |                     |                     |              |              |              |  |  |           |           |           |           |           |  |  |       |       |       |
|  |                     |                     | Atlético Madryt   | Atlético Madryt   | 1          |   |   |                     |                     |              |              |              |  |  |           |           |           |           |           |  |  |       |       |       |
|  | Manchester City     | Manchester City     | Atlético Madryt   | Atlético Madryt   | 1          | 0 | 1 | 1                   |                     |              |              |              |  |  |           |           |           |           |           |  |  |       |       |       |
|  | Manchester City     | Manchester City     |                   |                   |            |   |   |                     |                     |              |              |              |  |  |           |           |           |           |           |  |  |       |       |       |
|  | FC Barcelona        | FC Barcelona        | 2                 | 2                 | 4          |   |   |                     |                     |              |              |              |  |  |           |           |           |           |           |  |  |       |       |       |
|  | FC Barcelona        | FC Barcelona        | 2                 | 2                 | 4          |   |   | FC Barcelona        | FC Barcelona        | 1            | 0            | 1            |  |  |           |           |           |           |           |  |  |       |       |       |
|  |                     |                     |                   |                   |            |   |   | FC Barcelona        | FC Barcelona        | 1            | 0            | 1            |  |  |           |           |           |           |           |  |  |       |       |       |
|  |                     |                     | Atlético Madryt   | Atlético Madryt   | 1          | 1 | 2 |                     |                     |              |              |              |  |  |           |           |           |           |           |  |  |       |       |       |
|  | AC Milan            | AC Milan            | Atlético Madryt   | Atlético Madryt   | 1          | 1 | 2 | 0                   | 1                   | 1            |              |              |  |  |           |           |           |           |           |  |  |       |       |       |
|  | AC Milan            | AC Milan            |                   |                   |            |   |   |                     |                     | 1            |              |              |  |  |           |           |           |           |           |  |  |       |       |       |
|  | Atlético Madryt     | Atlético Madryt     | 1                 | 4                 | 5          |   |   |                     |                     |              |              |              |  |  |           |           |           |           |           |  |  |       |       |       |
|  | Atlético Madryt     | Atlético Madryt     | 1                 | 4                 | 5          |   |   | Atlético Madryt     | Atlético Madryt     | 0            | 3            | 3            |  |  |           |           |           |           |           |  |  |       |       |       |
|  |                     |                     |                   |                   |            |   |   |                     |                     |              |              |              |  |  |           |           |           |           |           |  |  |       |       |       |
|  |                     |                     | Chelsea           | Chelsea           | 0          | 1 | 1 |                     |                     |              |              |              |  |  |           |           |           |           |           |  |  |       |       |       |
|  | Bayer 04 Leverkusen | Bayer 04 Leverkusen | Chelsea           | Chelsea           | 0          | 1 | 1 | 0                   | 1                   | 1            |              |              |  |  |           |           |           |           |           |  |  |       |       |       |
|  | Bayer 04 Leverkusen | Bayer 04 Leverkusen |                   |                   |            |   |   |                     |                     | 1            |              |              |  |  |           |           |           |           |           |  |  |       |       |       |
|  | Paris Saint-Germain | Paris Saint-Germain | 4                 | 2                 | 6          |   |   |                     |                     |              |              |              |  |  |           |           |           |           |           |  |  |       |       |       |
|  | Paris Saint-Germain | Paris Saint-Germain | 4                 | 2                 | 6          |   |   | Paris Saint-Germain | Paris Saint-Germain | 3            | 0            | 3            |  |  |           |           |           |           |           |  |  |       |       |       |
|  |                     |                     |                   |                   |            |   |   | Paris Saint-Germain | Paris Saint-Germain | 3            | 0            | 3            |  |  |           |           |           |           |           |  |  |       |       |       |
|  |                     |                     | Chelsea*          | Chelsea*          | 1          | 2 | 3 |                     |                     |              |              |              |  |  |           |           |           |           |           |  |  |       |       |       |
|  | Galatasaray SK      | Galatasaray SK      | Chelsea*          | Chelsea*          | 1          | 2 | 3 | 1                   | 0                   | 1            |              |              |  |  |           |           |           |           |           |  |  |       |       |       |
|  | Galatasaray SK      | Galatasaray SK      |                   |                   |            |   |   |                     |                     | 1            |              |              |  |  |           |           |           |           |           |  |  |       |       |       |
|  | Chelsea             | Chelsea             | 1                 | 2                 | 3          |   |   |                     |                     |              |              |              |  |  |           |           |           |           |           |  |  |       |       |       |
|  | Chelsea             | Chelsea             | 1                 | 2                 | 3          |   |   |                     |                     |              |              |              |  |  |           |           |           |           |           |  |  |       |       |       |
|  |                     |                     |                   |                   |            |   |   |                     |                     |              |              |              |  |  |           |           |           |           |           |  |  |       |       |       |

Uwagi:

* Zwycięstwo dzięki bramce/bramkom zdobytym na wyjeździe.

** Zwycięstwo po dogrywce.

*** Zwycięstwo po serii rzutów karnych.

### 1/8 finału
Zwycięzcy fazy grupowej Ligi Mistrzów zostali rozlosowani przeciwko zespołom, które zajęły 2. miejsca w fazie grupowej. Drużyny z tych samych federacji oraz grup nie mogły zostać zestawione w jednej parze.
| Zwycięzcy grup      | Zwycięzcy grup | Zwycięzcy grup    | Zwycięzcy grup |
| Drużyna             | Gr.            | Drużyna           | Gr.            |
| ------------------- | -------------- | ----------------- | -------------- |
| Manchester United   | A              | Chelsea           | E              |
| Real Madryt         | B              | Borussia Dortmund | F              |
| Paris Saint-Germain | C              | Atlético Madryt   | G              |
| Bayern Monachium    | D              | FC Barcelona      | H              |

| Drugie miejsca   | Drugie miejsca | Drugie miejsca   | Drugie miejsca |
| Drużyna          | Gr.            | Drużyna          | Gr.            |
| ---------------- | -------------- | ---------------- | -------------- |
| Bayer Leverkusen | A              | FC Schalke 04    | E              |
| Galatasaray SK   | B              | Arsenal          | F              |
| Olympiakos SFP   | C              | Zenit Petersburg | G              |
| Manchester City  | D              | Milan            | H              |

| Drużyna 1                            | Wynik dwumeczu | Drużyna 2           | Pierwszy mecz | Drugi mecz |
| ------------------------------------ | -------------- | ------------------- | ------------- | ---------- |
| Manchester City                      | 1:4            | FC Barcelona        | 0:2           | 1:2        |
| Olympiakos SFP                       | 2:3            | Manchester United   | 2:0           | 0:3        |
| Milan                                | 1:5            | Atlético Madryt     | 0:1           | 1:4        |
| Bayer Leverkusen                     | 1:6            | Paris Saint-Germain | 0:4           | 1:2        |
| Galatasaray SK                       | 1:3            | Chelsea             | 1:1           | 0:2        |
| FC Schalke 04                        | 2:9            | Real Madryt         | 1:6           | 1:3        |
| Zenit Petersburg                     | 4:5            | Borussia Dortmund   | 2:4           | 2:1        |
| Arsenal                              | 1:3            | Bayern Monachium    | 0:2           | 1:1        |
| Po lewej gospodarz pierwszego meczu. |                |                     |               |            |

### Ćwierćfinały
Od tej rundy pary zostały rozlosowane niezależnie od przynależności drużyn do poszczególnych federacji oraz pozycji zajętej w fazie grupowej.
| Drużyna 1                            | Wynik dwumeczu | Drużyna 2         | Pierwszy mecz | Drugi mecz |
| ------------------------------------ | -------------- | ----------------- | ------------- | ---------- |
| FC Barcelona                         | 1:2            | Atlético Madryt   | 1:1           | 0:1        |
| Real Madryt                          | 3:2            | Borussia Dortmund | 3:0           | 0:2        |
| Paris Saint-Germain                  | 3:3 (br. wyj.) | Chelsea           | 3:1           | 0:2        |
| Manchester United                    | 2:4            | Bayern Monachium  | 1:1           | 1:3        |
| Po lewej gospodarz pierwszego meczu. |                |                   |               |            |

### Półfinały
| Drużyna 1                            | Wynik dwumeczu | Drużyna 2        | Pierwszy mecz | Drugi mecz |
| ------------------------------------ | -------------- | ---------------- | ------------- | ---------- |
| Real Madryt                          | 5:0            | Bayern Monachium | 1:0           | 4:0        |
| Atlético Madryt                      | 3:1            | Chelsea          | 0:0           | 3:1        |
| Po lewej gospodarz pierwszego meczu. |                |                  |               |            |

### Finał
| 24 maja 2014 20:45 CET | Real Madryt · Sergio Ramos 90+3' · Gareth Bale 110' · Marcelo 118' · Cristiano Ronaldo 120' | 4:1 (Dogr.)(0:1)Raport | Atlético Madryt · 36' Diego Godín | Estádio da Luz, Lizbona Widzów: 60 976 Sędzia: Björn Kuipers |
|                        |                                                                                             |                        |                                   |                                                              |

| Real Madryt | Atlético Madryt |

| GK              | 1  | Iker Casillas (c)  |        |     |
| RB              | 15 | Daniel Carvajal    |        |     |
| CB              | 4  | Sergio Ramos       | 27'    |     |
| CB              | 2  | Raphaël Varane     | 120+2' |     |
| LB              | 5  | Fábio Coentrão     |        | 59' |
| CM              | 19 | Luka Modrić        |        |     |
| CM              | 6  | Sami Khedira       | 45+1'  | 59' |
| AM              | 22 | Ángel Di María     |        |     |
| RF              | 11 | Gareth Bale        |        |     |
| CF              | 9  | Karim Benzema      |        | 79' |
| LF              | 7  | Cristiano Ronaldo  | 120'   |     |
| Zmiany:         |    |                    |        |     |
| GK              | 25 | Diego López        |        |     |
| DF              | 3  | Pepe               |        |     |
| DF              | 12 | Marcelo            | 118'   | 59' |
| DF              | 17 | Álvaro Arbeloa     |        |     |
| MF              | 23 | Isco               |        | 59' |
| MF              | 24 | Asier Illarramendi |        |     |
| FW              | 21 | Álvaro Morata      |        | 79' |
| Trener:         |    |                    |        |     |
| Carlo Ancelotti |    |                    |        |     |

| GK            | 13 | Thibaut Courtois   |      |     |
| RB            | 20 | Juanfran           | 74'  |     |
| CB            | 23 | João Miranda       | 53'  |     |
| CB            | 2  | Diego Godín        | 119' |     |
| LB            | 3  | Filipe Luís        |      | 83' |
| AM            | 8  | Raúl García        | 27'  | 66' |
| CM            | 5  | Tiago              |      |     |
| CM            | 14 | Gabi (c)           | 100' |     |
| DM            | 6  | Koke               | 86'  |     |
| CF            | 19 | Diego Costa        |      | 9'  |
| CF            | 9  | David Villa        | 73'  |     |
| Zmiany:       |    |                    |      |     |
| GK            | 1  | Daniel Aranzubía   |      |     |
| DF            | 12 | Toby Alderweireld  |      | 83' |
| MF            | 4  | Mario Suárez       |      |     |
| MF            | 11 | Cristian Rodríguez |      |     |
| MF            | 24 | José Ernesto Sosa  |      | 66' |
| MF            | 26 | Diego              |      |     |
| FW            | 7  | Adrián López       |      | 9'  |
| Trener:       |    |                    |      |     |
| Diego Simeone |    |                    |      |     |

## Najlepsi strzelcy
Uwzględniono gole strzelone w kwalifikacjach.
| Bramki | Strzelcy                                   | Drużyna              |
| ------ | ------------------------------------------ | -------------------- |
| 17     | Cristiano Ronaldo                          | Real Madryt          |
| 10     | Zlatan Ibrahimović                         | Paris Saint-Germain  |
| 8      | Lionel Messi                               | FC Barcelona         |
| 8      | Diego Costa                                | Atlético Madryt      |
| 6      | Sergio Agüero                              | Manchester City      |
| 6      | Robert Lewandowski                         | Borussia Dortmund    |
| 6      | Gareth Bale                                | Real Madryt          |
| 5      | Marián Čišovský                            | Viktoria Pilzno      |
| 5      | Álvaro Negredo                             | Manchester City      |
| 5      | Aaron Ramsey                               | Arsenal              |
| 5      | Mohamed Salah                              | FC Basel             |
| 5      | Roman Szyrokow                             | Zenit Petersburg     |
| 5      | Arturo Vidal                               | Juventus             |
| 5      | Marco Reus                                 | Borussia Dortmund    |
| 5      | Thomas Müller                              | Bayern Monachium     |
| 5      | Karim Benzema                              | Real Madryt          |
| 4      | Edinson Cavani                             | Paris Saint-Germain  |
| 4      | Siergiej Chiżniczenko                      | Szachtior Karaganda  |
| 4      | Julian Draxler                             | FC Schalke 04        |
| 4      | Gonzalo Higuaín                            | Napoli               |
| 4      | Federico Piovaccari                        | Steaua Bukareszt     |
| 4      | Giorgos Samaras                            | Celtic               |
| 4      | Raúl García                                | Atlético Madryt      |
| 4      | Robin van Persie                           | Manchester United    |
| 4      | Hulk                                       | Zenit Petersburg     |
| 4      | Neymar                                     | FC Barcelona         |
| 4      | Arjen Robben                               | Bayern Monachium     |
| 4      | Fernando Torres                            | Chelsea              |
| 4      | Arda Turan                                 | Atlético Madryt      |
| 3      | 16 zawodników                              | 16 zawodników        |
| 2      | 42 zawodników                              | 42 zawodników        |
| 1      | 98 zawodników                              | 98 zawodników        |
| sam.   | David Luiz dla Paris Saint-Germain         | Chelsea              |
| sam.   | Toby Alderweireld dla Zenitu Petersburg    | Atlético Madryt      |
| sam.   | Matías Omar Degra dla Zenitu Petersburg    | FC Paços de Ferreira |
| sam.   | Danieł Georgiewski dla Chelsea             | Steaua Bukareszt     |
| sam.   | Darko Glisziḱ dla EB/Streymur              | Dinamo Tbilisi       |
| sam.   | Bruno Godeau dla PSV Eindhoven             | SV Zulte Waregem     |
| sam.   | Emilio Izaguirre dla Milanu                | Celtic               |
| sam.   | Samuel Kyere dla SP Tre Penne              | Szirak Giumri        |
| sam.   | Chancel Mbemba Mangulu dla Benfiki Lizbona | RSC Anderlecht       |
| sam.   | Iñigo Martínez dla Manchesteru United      | Real Sociedad        |
| sam.   | Igor Pavlović dla Steauy Bukareszt         | Wardar Skopje        |
| sam.   | Gerard Piqué dla Milanu                    | FC Barcelona         |
| sam.   | Radim Řezník dla CSKA Moskwa               | Viktoria Pilzno      |
| sam.   | Fabian Schär dla Maccabi Tel Awiw          | FC Basel             |
| sam.   | Jūrijs Sokolovs dla IF Elfsborg            | Daugava Dyneburg     |
| sam.   | Emir Spahić dla Manchesteru United         | Bayer Leverkusen     |
| sam.   | Juan Camilo Zúñiga dla Borussii Dortmund   | Napoli               |